# Kozák László
Kozák László (Szil, 1913. május 20. – Budapest, 1997. november 7.) Jászai Mari-díjas magyar színész, érdemes művész.

## Életpályája
Az Országos Színészegyesület színésziskolájában tanult, majd 1938-ban a Magyar Színházhoz szerződött. Játszott vidéki társulatokban, 1941-ben fellépett Kassán, Szabadkán, Nagyváradon és Szegeden. 1947-től a Belvárosi Színház tagja volt, ezután a Petőfi Színház, a Jókai Színház, a Magyar Néphadsereg Színháza és a Madách Színház művészeként lépett színpadra.

## Családja
Felesége Lorán Lenke volt. Egy fiuk született, László, aki rendőr lett. Tőle egy unokája jött a világra, Emese.

## Színházi szerepei
- Zilahy Lajos: A tizenkettedik óra....István
- Charles Dickens: Házi tündér....Edward
- Bodriból férfi lesz....Riporter
- Molnár Ferenc: Hattyú....Albert herceg
- Valentyin Petrovics Katajev: A kör négyszögesítése....Wasja
- James Matthew Barrie: Öreganyó katonája....Willet tiszteletes
- Török Sándor: Különös éjszaka....Péter
- William Shakespeare: Vihar....Ferdinand
- Katona József: Bánk bán....Ottó
- Friedrich Dürrenmatt: A fizikusok....Voss detektívfelügyelő
- Shakespeare: A makrancos hölgy....Hortensio
- Bíró Lajos: Kis Katalin....A herceg
- Nyikolaj Vasziljevics Gogol: A revizor....Pincér
- Benjamin Jonson: Volpone....Parancsnok
- Gergely Sándor: Vitézek és hősök....Domanovics
- Sarkadi Imre: Szeptember....Józsi
- Friedrich Dürrenmatt: Ötödik Frank....Ötödik Frank
- Vszevolod Visnyevszkij: Optimista tragédia....Anarchista vezér
- Neil Simon: Furcsa pár....Murray
- Szakonyi Károly: Adáshiba....Szűcs
- Eörsi István: Hordák....Nyolcas, házmester

## Filmjei

### Játékfilmek
| - Dalolva szép az élet (1950) - Különös házasság (1951) - Ütközet békében (1951) - Föltámadott a tenger I-II. (1953) - Az élet hídja (1956) - Az eltüsszentett birodalom (1956) - Mese a 12 találatról (1956) - Körhinta (1956) - Ünnepi vacsora (1956) - Külvárosi legenda (1957) - Bakaruhában (1957) - Vasvirág (1958) - Csempészek (1958) - A fekete szem éjszakája (1959) - Tegnap (1959) - Három csillag (1960) - Vörös tinta (1960) - Légy jó mindhalálig (1960) - Puskák és galambok (1961) - Nem ér a nevem (1961) - Amíg holnap lesz (1961) - Mici néni két élete (1962) - Délibáb minden mennyiségben (1962) - Felmegyek a miniszterhez (1962) | - Ha egyszer húsz év múlva (1964) - Butaságom története (1965) - A tizedes meg a többiek (1965) - És akkor a pasas (1966) - Változó felhőzet (1967) - A veréb is madár (1968) - Hazai pálya (1969) - A Pál utcai fiúk (1969) - Csárdáskirálynő (1971) - Volt egyszer egy család (1972) - Nápolyt látni és… (1973) - Ki van a tojásban? (1973) - Ártatlan gyilkosok (1973) - A Pendragon legenda (1974) - Két pont között a legrövidebb görbe (1976) - Ki látott engem? (1977) - Hogyan felejtsük el életünk legnagyobb szerelmét...? (1980) - Fábián Bálint találkozása Istennel (1980) - Ki beszél itt szerelemről? (1980) - Csak semmi pánik (1982) - Az elvarázsolt dollár (1985) - Higgyetek nekem! (1985) - Akli Miklós (1986) - Hamis a baba (1991) |

### Tévéfilmek
| - Vihar a Sycamore utcában (1959) - Veréb utcai csata (1959) - Halász doktor (1968) - A revizor (1970) - A hasonmás (1970) - Rózsa Sándor (1970) - A Lúdláb királynő (1973) - Robog az úthenger (1976) - Baleset (1977) - Boldogság (1977) - A zöldköves gyűrű (1977) - Bolondok bálja (1978) - Zokogó Majom 1-5. (1978) - A miniszterelnök (1978) | - Névnap (1980) - A Sipsirica (1980) - Prolifilm (1980) - Telefonpapa (1982) - A Mi Ügyünk, avagy az utolsó hazai maffia hiteles története (1982) - Mint oldott kéve 1-7. (1983) - Szálka hal nélkül (1984) - Átok és szerelem (1985) - Holt lelkek (1985) - Hosszú utazás (1985) - A fekete kolostor (1986) - Kártyaaffér hölgykörökben (1987) - T.I.R. (1987) - Frici, a vállalkozó szellem (1993) - "Lenkétől Loránig" |

## Hangjáték
- Eötvös József: Magyarország 1514-ben (1948)
- Victor Hugo: A király mulat (1949)
- Asemov, Dragomir: Határszélen (1951)
- Hajdú Júlia: Ki a ludas? (1954)
- Király Dezső: Sok hűhó valamiért (1956)
- Erdős László, dr.: A sárkúti zendülés (1957)
- Mikszáth Kálmán: Miniszter kerestetik (1961)
- Szemes Piroska: A házasság története (1963)
- Szabó Magda: A rab (1966)
- Dumas, Alexandre: Olifus apó házasságai (1968)
- Rejtő Jenő: Barbara tejbár (1968)
- Arthur Miller: A macska és a vízvezetékszerelő, aki férfi volt a talpán (1971)
- Boros Lajos-Vámos Miklós: Felfüggesztés (1971)
- Móricz Zsigmond: Árvácska (1973)
- Verne, Jules: Várkastély a Kárpátokban (1973)
- Urbán Gyula: Ping és Pong a két kicsi pingvin (1976)
- Moldova György: Lopni tudni kell (1980)

## Díjai
- Jászai Mari-díj (1957)
- Érdemes művész (1986)